# فرحانة يامن
فرحانة يامن (مواليد 22 فبراير 1965) محامية بريطانية ومتحدثة عامة وناشطة مناخية.

## تعليم
درست يامن اختصاص الفلسفة والسياسة والاقتصاد في كلية سومرفيل في جامعة أكسفورد في عام 1983 من خلال  برنامج  هيئة التعليم في لندن الداخلية لزيادة نسبة الأطفال من المدارس الحكومية في جامعتي أكسفورد وكامبريدج. بعد تخرجها، تأهلت للعمل كمحامية عام 1990 ومنذ ذلك الحين عملت كمستشارة قانونية واستراتيجية في مفاوضات الأمم المتحدة بشأن المناخ.

## حياة مهنية
كانت مؤلفة رئيسية للجنة الدولية للتغيرات المناخية بالإضافة إلى عملها في التدريس في العديد من الجامعات.
من 1998-2002 عملت على القضايا القانونية والسياسية المتعلقة بأسواق الكربون الدولية والأوروبية وكانت مفاوضا رئيسيا لتحالف الدول الجزرية الصغيرة، المنظمة الحكومية الدولية، بشأن أسواق الكربون الدولية والقوانين ذات الصلة التي تتناول بروتوكول كيوتو لعام 1997. كانت مديرة التحالف الذي قدمت المشورة للمفوضية الأوروبية بخصوص تصميم التوجيه الأوروبي لتجارة الانبعاثات من 1998 إلى 2002. عملت يامن لاحقًا لمدة عام كمستشار خاص غير متفرغ لكوني هيديجارد، مفوضة الاتحاد الأوروبي للعمل المناخي.بعد المساعدة في تنفيذ اتفاقيات مراكش في عام 2001، القواعد الدولية الضرورية لتطبيق بروتوكول كيوتو، تحولت يامن إلى العمل مع البلدان النامية الأكبر وعلى ربط سياسة المناخ والتنمية.
من عام 2003 إلى عام 2009، عملت يامن بشكل أساسي كزميل باحث أول في معهد دراسات التنمية في جامعة ساسكس، ولكنها قدمت أيضًا المشورة للبلدان النامية بشأن مفاوضات المناخ. كانت مديرة مشروع BASIC ونسقت تحالفا مكونا من 40 إدارة حكومية وهيئة باحثين من البرازيل والهند والصين وجنوب إفريقيا. درس هذا المشروع القدرات والتحديات المؤسسية من تغير المناخ في هذه البلدان الأربعة الرئيسية. في عام 2009، بعد الانتهاء من مشروع BASIC ، استخدمت البلدان اختصار المشروع BASIC لإنشاء منتدى حكومي دولي لمواصلة تعاونها في مفاوضات المناخ.
أطلقت يامن العديد من المنشورات بما في ذلك كتابان:
- نظام الدولي لتغير المناخ (مع المؤلف المشارك جوانا ديبليدج)، نشرته CUP ، 2004

- تغير المناخ وأسواق الكربون: دليل آليات الحد من الانبعاثات، نشرته إيرثسكان، 2005.

- قام بتحرير نشرتي IDS لاستقصاء العلاقة بين المناخ والتنمية، بما في ذلك العمل من مبادرة لتأسيس التكيف مع المناخ كموضوع بحث رئيسي في IDS وساعدت في إنشاء فريق IDS للمناخ.

من 2009 إلى 2012، عملت في العمل الخيري من خلال الانضمام إلى مؤسسة صندوق استثمار الطفل. أشرفت على مشاريع المناخ الجديدة للمؤسسة، ووضعت إستراتيجية العمل وصممت عمليات المراقبة والتقييم. أثناء عملها في CIFF ، كانت أيضًا مستشارة إستراتيجية وقانونية لتحالف الدول الجزرية الصغيرة وقدمت المشورة لدول مثل جزر المالديف. لعبت دورًا محوريًا في إنشاء حوار قرطاجنة، وهو تحالف من ببلدان متقدمة وبلدان نامية يعملون معًا في أعقاب الفشل الدبلوماسي ل COP15 في عام 2009 في كوبنهاغن.
عملت في التدريس الأكاديمي لقانون وسياسة تغير المناخ في عدد من الدورات في جامعة SOAS في لندن وكلية كينجز وجامعة ساسكس. كانت أستاذة زائرة في كلية لندن الجامعية 2013-2018.
غادرت CIFF للتركيز بدوام كامل على مفاوضات المناخ ابتداء من عام 2013 لضمان قيام المجتمع الدولي بإنشاء نتائج طموحة بموجب Durban Platform الذي أسس مفاوضات اتفاقية باريس في عام 2016. عملت يامن كخبيرة إستراتيجية ومفاوضة لجزر مارشال من 2013 - 2018، وهي الفترة التي غطت مفاوضات باريس ودخولها حيز التنفيذ والتي قادها تحالف الدول الجزرية الصغيرة.
إن من أهم انجازات يامن كخبيرة إستراتيجية وبانية ائتلافات كان إدراج هدف «صافي الانبعاثات الصفرية بحلول عام 2050» في اتفاقية باريس. يُنسب لها الفضل على نطاق واسع في طرح فكرة الحصول على «نجم قطبي» طويل المدى أو هدف اتجاهي يكون عمليًا وقابلا للتنفيذ. أنشأت Track 0 في عام 2014 للمساعدة في تنسيق حملة دولية عملت خلف الكواليس مع المفاوضين وكذلك مع المنظمات غير الحكومية ومراكز الفكر.
بين عامي 2017 و 2018، أجرت يامن بحثًا لدراسة دور المحامين واستخدام التقاضي المناخي المتزايد في زيادة الطموح. لقد أصيبت بالإحباط من سياسات المناخ السائدة التي تعتقد أن الإجراءات والتأطير والتكتيكات الأكثر راديكالية مثل العمل المباشر غير العنيف كانت ضرورية.
انضمت يامن إلى تمرد ضد الانقراض في نوفمبر 2018. كانت واحدة من منسقي فريق الإستراتيجية في أوائل عام 2019 وأيضًا منسقة فريق XR السياسي حتى يونيو 2019 عندما تراجعت عن تمرد الانقراض. وقد شاركت في العديد من احتجاجاتهم، بما في ذلك واحدة حيث ألصقت نفسها بمكاتب شل في لندن.
تعمل يامن حاليًا كمساعد أول في مؤسسة Systemiq الفكرية في المملكة المتحدة وزميل مشارك في تشاتام هاوس. وهي أيضًا زميلة الجمعية الملكية للفنون.
تعمل كمنسقة لبرنامج فكر وفعل المناخ المجتمعي والعمل الإيكولوجي في كامدن. وهو مشروع تجريبي تم إنشاؤه بدعم من مجلس كامدن والمواطنين والمجموعات المجتمعية لتشكيل نموذج أولي لنوع جديد من حركة «المفكرين والفاعلين» التي توحد كل من يعمل في مجال المناخ والعدالة الاجتماعية والبيئية لإيجاد حلول جذرية وتعاونية التي تعمل محليًا ويمكن أن تنتشر محليًا وعالميًا.

## الجوائز
في تشرين الثاني (نوفمبر) 2020، أدرجت في قائمة إذاعة بي بي سي 4 قوة ساعة المرأة لعام 2020.